# Ries-inslag

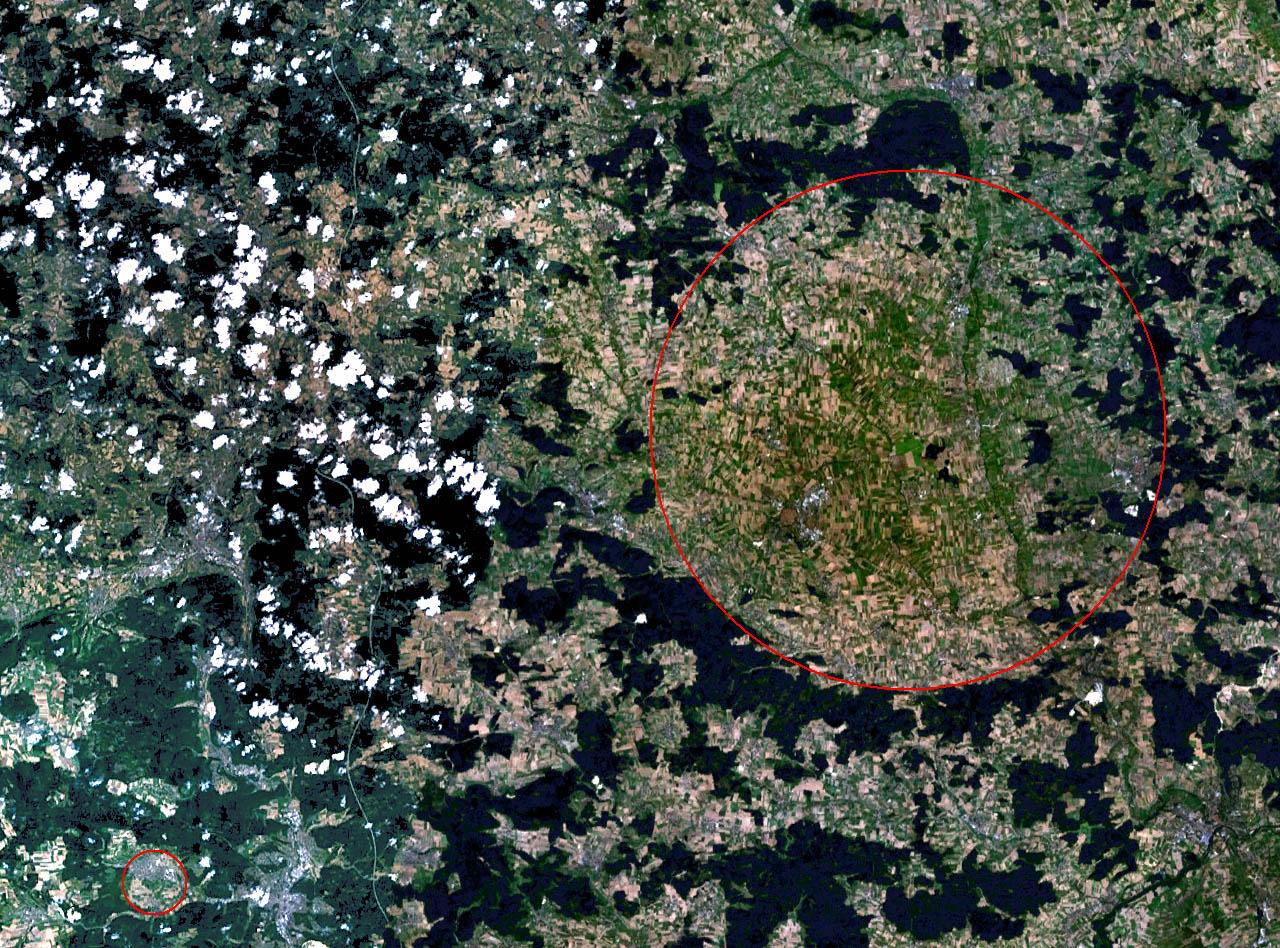
Satellietbeeld van het Nördlinger Ries (de grote ronde structuur rechts) en het Steinheimer Becken (linksonder)

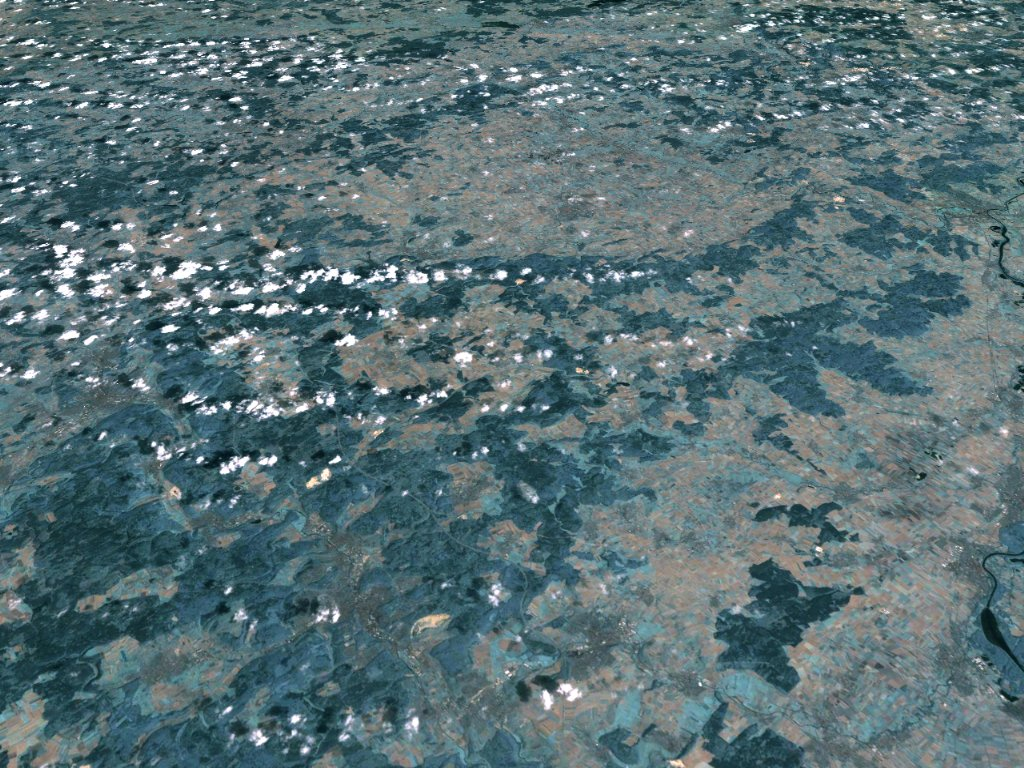
Steinheimer Becken (links op de voorgrond) en Nördlinger Ries (midden boven)

Tijdens de Ries-inslag (ook Ries-gebeurtenis) ongeveer 15 miljoen jaar geleden sloeg in het huidige Zuid-Duitsland een meteoriet van 1500 m doorsnee in. Het Nördlinger Ries, een inslagkrater uit het Langhien met een diameter van ongeveer 24 kilometer, getuigt van de hoeveelheid energie die daarbij vrijkwam. Gelijktijdig met het Ries ontstond  vermoedelijk zowel het Steinheimer Becken (Steinheimer krater), als een aantal kleine kraters op de Fränkische Alb en in het gebied van de Bodensee. Bij de inslag verdampte 3,5 km³ gesteente, 2 km³ is gesmolten en 130 km³ werd tot 400 km ver weggeslingerd.